# Episodi di Law & Order: Criminal Intent (nona stagione)
La nona stagione della serie televisiva Law & Order: Criminal Intent negli Stati Uniti è stata trasmessa in prima visione sul canale via cavo USA Network dal 30 marzo al 6 luglio 2010.
In Italia è andata in onda per la prima volta dal 5 settembre al 24 ottobre 2011 su Premium Crime, mentre in chiaro è stata trasmessa su Rete 4 dal 31 maggio all'8 settembre 2012.
La stagione si caratterizza per una serie di avvicendamenti all'interno del cast nei primi tre episodi che comportano l'uscita temporanea di Vincent D'Onofrio e Kathryn Erbe e quella permanente di Eric Bogosian, l'ingresso di Saffron Burrows nei panni della detective Serena Stevens al posto di Julianne Nicholson e di Mary Elizabeth Mastrantonio in quelli del Capitano Zoe Callas.
| nº | Titolo originale             | Titolo italiano                      | Prima TV USA   | Prima TV Italia   |
| -- | ---------------------------- | ------------------------------------ | -------------- | ----------------- |
| 1  | Loyalty: Part 1              | Il prezzo del dovere (prima parte)   | 30 marzo 2010  | 5 settembre 2011  |
| 2  | Loyalty: Part 2              | Il prezzo del dovere (seconda parte) | 6 aprile 2010  | 5 settembre 2011  |
| 3  | Broad Channel                | Broad Channel                        | 13 aprile 2010 | 12 settembre 2011 |
| 4  | Delicate                     | La ballerina                         | 20 aprile 2010 | 12 settembre 2011 |
| 5  | Gods & Insects               | Vittime e carnefici                  | 27 aprile 2010 | 19 settembre 2011 |
| 6  | Abel & Willing               | La scelta                            | 4 maggio 2010  | 19 settembre 2011 |
| 7  | Love Sick                    | Amore malato                         | 11 maggio 2010 | 26 settembre 2011 |
| 8  | Love on Ice                  | L'iniziazione                        | 18 maggio 2010 | 26 settembre 2011 |
| 9  | Traffic                      | Narcisismo                           | 25 maggio 2010 | 3 ottobre 2011    |
| 10 | Disciple                     | Il discepolo                         | 1º giugno 2010 | 3 ottobre 2011    |
| 11 | Lost Children of the Blood   | Gli immortali                        | 8 giugno 2010  | 10 ottobre 2011   |
| 12 | True Legacy                  | Una prigione dorata                  | 15 giugno 2010 | 10 ottobre 2011   |
| 13 | The Mobster Will See You Now | Il figlio del padrino                | 22 giugno 2010 | 17 ottobre 2011   |
| 14 | Palimpsest                   | Il manoscritto perduto               | 29 giugno 2010 | 17 ottobre 2011   |
| 15 | Inhumane Society             | Colpi bassi                          | 6 luglio 2010  | 24 ottobre 2011   |
| 16 | Three-In-One                 | Ti prego, basta!                     | 6 luglio 2010  | 24 ottobre 2011   |

## Il prezzo del dovere (prima parte)
- Titolo originale: Loyalty (Part 1)
- Diretto da: Jean de Segonzac
- Scritto da: Walon Green

### Trama
Taras Broidy - titolare della compagnia di sicurezza privata Damocles Security - viene assassinato assieme alla sua giovane amante qualche tempo dopo aver organizzato per un gruppo di ricchi turisti paganti una caccia ai "pirati" al largo del Corno d'Africa, rivelatasi una strage di civili inermi nella quale avevano perso la vita uno sceicco somalo e la sua ultima sposa. Prima di scaricare i due corpi nell'East River, al collo della giovane amante di Broidy viene avvolto un sari identico a quello indossato dalla moglie dello sceicco. Quando nel corso delle indagini Goren e Eames si imbattono in documenti secretati, Ross interrompe subito il loro lavoro senza fornire spiegazioni.
- Ascolti USA: telespettatori 3 559 000[2]

## Il prezzo del dovere (seconda parte)
- Titolo originale: Loyalty (Part 2)
- Diretto da: Jean de Segonzac
- Scritto da: Barbara Hall

### Trama
Mentre la detective Serena Stevens entra nei ranghi della Squadra Speciale, il Capitano pro tempore Stanley Maas sospende Goren dal servizio per aver cercato di sottrarre la custodia di Jan Van Dekker ai federali. Appena ottenuta la libertà su cauzione, il trafficante d'armi viene fatto uccidere da Hassan. Mentre Nichols e Stevens cominciano a scoprire la figura del figlio dello sceicco, Goren indaga in solitaria per dare un volto all'assassino di Ross.
- Ascolti USA: telespettatori 3 469 000[3]

## Broad Channel
- Titolo originale: Broad Channel
- Diretto da: Omar Madha
- Scritto da: Mark Malone (sceneggiatura); Ted Sullivan (soggetto)

### Trama
Sulla piccola isola di Broad Channel viene ucciso un detective che aveva stretti legami con il capo incontrastato della malavita locale Jackie Dooley. Il nuovo Capitano Zoe Callas si rivela un'utile protezione per Nichols e Stevens contro le pressioni di colleghi e superiori, contrari ad intaccare la reputazione della vittima.
- Ascolti USA: telespettatori 3 219 000[4]

## La ballerina
- Titolo originale: Delicate
- Diretto da: Tom DiCillo
- Scritto da: Nicole Mirante-Matthews

### Trama
Una notte, dopo aver litigato col suo possessivo ragazzo, l'ipercompetitiva ballerina Alona Landau viene ferita a morte nel convitto della scuola di danza e musica che frequentava. La ragazza, che aveva anche una relazione clandestina col proprio insegnante, era nota per la feroce rivalità che la contrapponeva alla compagna Jessalyn Kerr per il ruolo di prima ballerina. All'attenzione dei detective Nichols e Stevens non sfugge il forte legame tra Jessalyn e la studentessa di pianoforte Paulette Bartol.
- Ascolti USA: telespettatori 3 537 000[5]

## Vittime e carnefici
- Titolo originale: Gods & Insects
- Diretto da: Jonathan Herron
- Scritto da: Ted Sullivan

### Trama
Nelle fogne cittadine viene trovato un cadavere privato di testa, mani e piedi. Grazie ad una cicatrice di una operazione alla spalla Nichols e Stevens scoprono che si tratta di Kevin Denaburg, compagno della squillo di lusso Amber Donelli, recentemente licenziata dalla propria agenzia per aver provato a vendere alla stampa materiale sui loro facoltosi clienti.
- Altri interpreti: Karen Olivo (Sierra Brandis).
- Ascolti USA: telespettatori 2 823 000[6]

## La scelta
- Titolo originale: Abel & Willing
- Diretto da: Kevin Bray
- Scritto da: Michael Angeli

### Trama
Nichols e Stevens indagano sulla morte di Linda Stoddard. La presenza sul corpo della vittima di una sostanza usata per fissare gli elettrodi porta i sospetti dei due investigatori verso il marito Ted, venditore di strumenti medicali attualmente latitante. Mentre proseguono le ricerche dell'uomo, emergono altri casi considerati già risolti che presentano un analogo modus operandi.
- Ascolti USA: telespettatori 2 828 000[7]

## Amore malato
- Titolo originale: Love Sick
- Diretto da: James Hayman (accreditato come Jim Hayman)
- Scritto da: Nicole Mirante-Matthews

### Trama
Nell'Upper East Side viene rinvenuto il cadavere della giovane Rachel Melham, vestita e truccata come una prostituta. Nichols e Stevens vengono a sapere che la sera precedente la vittima aveva avuto una discussione con il suo ragazzo dopo essere stata coinvolta in una lite nella quale si era procurata una profonda ferita al volto. In ospedale aveva conosciuto l'insistente infermiere Randall e fatto amicizia con la protettiva di lui collega Maya Sills.
- Ascolti USA: telespettatori 3 026 000[8]

## L'iniziazione
- Titolo originale: Love on Ice
- Diretto da: Ken Girotti
- Scritto da: David Klass e James Sadwith

### Trama
Nichols e Stevens indagano sul decesso dell'ex giocatore di baseball Bailey O'Doyle, colpito a morte con una mazza qualche ora dopo un teso incontro con tre amici di vecchia data. I quattro erano legati da un tragico evento occorso ventidue anni prima durante gli anni del liceo presso i Salesiani.
- Ascolti USA: telespettatori 2 553 000[9]

## Narcisismo
- Titolo originale: Traffic
- Diretto da: Christopher Zalla (accreditato come Chris Zalla)
- Scritto da: Antoinette Stella

### Trama
La mattina dopo una grande festa, il ricco editore Connor James viene trovato morto dal suo assistente Frank Bolinger, che sostiene di non ricordare nulla della notte precedente. Nichols e Stevens scoprono che il suo posto a capo della rivista Inset è stato preso da Patricia Caruso, una giornalista a cui poco prima di morire James aveva bocciato un reportage sui traffici illegali della mafia russa.
- Ascolti USA: telespettatori 2 860 000[10]

## Il discepolo
- Titolo originale: Disciple
- Diretto da: Christine Moore
- Scritto da: Walon Green e Michael Angeli

### Trama
In un'automobile posteggiata all'interno di un cantiere viene rinvenuto il cadavere di un uomo con pantaloni e boxer calati alle ginocchia. Non molto tempo dopo anche la prostituta che era con lui viene trovata morta e un dettaglio sul suo corpo collega le vittime a Elvis Howell, serial killer da poco giustiziato e noto alla detective Stevens durante il suo periodo di lavoro a Chicago.
- Ascolti USA: telespettatori 3 075 000[11]

## Gli immortali
- Titolo originale: Lost Children of the Blood
- Diretto da: John David Coles
- Scritto da: Christine Bailey

### Trama
Il corpo senza vita di Sarah Price viene trovato nella camera del college che frequenta, privato del proprio sangue. La vittima era una dark queen affascinata dalle teorie del Libro Rosso di Carl Jung, che assieme al suo ragazzo Kyle Wyler frequentava ambienti legati al vampirismo. Immergendosi in questo mondo, Nichols e Stevens fanno la conoscenza del carismatico e seducente Jeremy Parks e del suo tenebroso amico Virgil. Si scopre che Virgil è un folle che crede davvero di essere un vampiro e che ha ucciso Sarah per berne il sangue e ha indotto successivamente il fidanzato della ragazza a suicidarsi per potersi riunire con la sua fidanzata. Jeremy non potendo più tollerare tutto ciò in quanto le cose si sono spinte troppo oltre denuncia Virgil che viene arrestato e condannato all'ergastolo.  
- Altri interpreti: Alysia Reiner (Michelle Linden), Clayne Crawford (Jeremy Parks).
- Ascolti USA: telespettatori 2 972 000[12]

## Una prigione dorata
- Titolo originale: True Legacy
- Diretto da: Yon Motskin
- Scritto da: Antoinette Stella

### Trama
Appena atterrata a New York, Angela Caldera riceve un messaggio dal suo amante Ryan Foley che la invita ad usare la propria auto, posteggiata nel parcheggio dell'aeroporto. Nel bagagliaio della vettura la donna trova però il cadavere di Foley e fugge via senza avvertire nessuno. Nichols e Stevens giungono presto a lei attraverso la lista passeggeri del volo di andata per Miami e scoprono che Angela è la nuora del senatore Victor Caldera, impegnata in prima fila nella sua campagna elettorale.

## Il figlio del padrino
- Titolo originale: The Mobster Will See You Now
- Diretto da: Jean de Segonzac
- Scritto da: Michael Angeli

### Trama
Alcune stranezze nella scena del crimine non convincono i detective Nichols e Stevens che l'ispettore Les Tarney del Dipartimento della Salute sia morto strozzato da un boccone di bistecca. L'uomo si stava occupando di un ospedale privato tra i cui fondatori c'è il figlio di un noto mafioso attualmente in carcere.

## Il manoscritto perduto
- Titolo originale: Palimpsest
- Diretto da: Darnell Martin
- Scritto da: Mark Malone

### Trama
Gli antiquari Palmer Abrigaille e Dylan Weld vengono trovati morti all'interno della villa del primo in quello che appare come un duello con la spada conclusosi tragicamente. Il cameriere Richard Celeste consegna agli investigatori un filmato registrato dal padrone di casa poco prima di essere ucciso nel quale egli denunciava i ricatti di Weld e gli abusi che sua figlia Lenore Abrigaille aveva dovuto subire. La donna, che soffre di una grave forma di schizofrenia, è qualcosa di più di una vecchia amica per il detective Nichols, che attraverso i racconti disturbati di lei cerca di comprendere la natura dei delitti.
- Altri interpreti: Mili Avital (Lenore Abrigaille).
- Ascolti USA: telespettatori 2 791 000[13]

## Colpi bassi
- Titolo originale: Inhumane Society
- Diretto da: Michael Smith
- Scritto da: Courtney Parker e Geoffrey Thorne

### Trama
Nichols e Stevens indagano sulla morte di un ragazzo gettato nel cortile di un allevatore di pit bull e subito ucciso dai suoi animali. La vittima era già nota alla polizia per aver organizzato combattimenti tra cani ma aveva evitato una lunga detenzione facendo il nome del suo finanziatore, l'astro nascente del pugilato Danny Ford, che era così finito in carcere per due anni.
- Altri interpreti: Dan Lauria (Salvatore Biaggi).
- Ascolti USA: telespettatori 2 989 000[14]

## Ti prego, basta!
- Titolo originale: Three-In-One
- Diretto da: Arthur W. Forney
- Scritto da: Walon Green e David Klass

### Trama
Dopo alcuni giorni dalla sua scomparsa l'agente immobiliare Hildegard Glaser viene trovata morta a Park Slope, in uno scantinato sulle cui pareti è stata tracciata una scritta e disegnata una figura infantile usando il sangue della vittima. La complessità psicologica del caso impone al detective Nichols di mettere da parte le proprie questioni personali e chiedere aiuto a suo padre, esperto psichiatra.
- Altri interpreti: F. Murray Abraham (dott. Theodore Nichols).
- Ascolti USA: telespettatori 2 990 000[14]